# イサイア・オズボーン
イサイア・ジョージ・オズボーン（Isaiah George Osbourne, 1987年11月15日 - ）はイングランド・バーミンガム出身のサッカー選手。フォレストグリーン・ローヴァーズFC所属。ポジションは守備的ミッドフィールダー。

## 来歴
2006年10月26日のフラムFC戦で途中出場ながらもプレミアリーグデビューを飾る。
ところがアストン・ヴィラFCのマーティン・オニール監督には気に入られているものの、デビュー以降は出場機会に恵まれず2008年1月にはレスター・シティFCへのレンタル移籍契約がまとまるもオズボーンの負傷を危惧したオニール監督によってこの契約は撤回される。
こうして結果的にアストン・ヴィラに残ったオズボーンには、やはり限られた出場機会しか与えられず、2009年3月に2008-09シーズン終了までの期限でノッティンガム・フォレストFCにレンタル移籍を果たす。ここでは十分なプレー時間を与えられ、2009-10シーズンからは再びアストン・ヴィラに復帰している。2009年11月5日にミドルズブラFCにレンタル移籍した。
2014年10月17日、フットボールリーグ1のスカンソープ・ユナイテッドFCに3ヶ月間の契約で加入。翌年1月5日にシーズン末まで契約を延長した。
2015-16シーズンよりウォルソールFCと1年契約を結んだ。翌年8月5日に契約を1年延長した。
2017年9月22日、フォレストグリーン・ローヴァーズFCにシーズン終了までの契約で移籍した。

## 所属クラブ
- アストン・ヴィラFC 2006-2011

→  ノッティンガム・フォレストFC 2009 (loan)
→  ミドルズブラFC 2009-2010 (loan)
→  シェフィールド・ウェンズデイFC 2011.1-2011.6 (loan)
- ハイバーニアンFC 2011-2012
- ブラックプールFC 2012-2014
- スカンソープ・ユナイテッドFC 2014-2015
- ウォルソールFC 2015-2016
- フォレストグリーン・ローヴァーズFC 2017-